# Palais des glaces Bolchoï
Pour les articles homonymes, voir Bolchoï.
Le Palais des glaces Bolchoï (en russe : Большая ледовая арена) est une salle omnisports située à Adler, à Sotchi en Russie. Ouverte en 2012, c'est le site principal des épreuves de hockey sur glace aux Jeux olympiques de 2014. D'une capacité de 12 000 places, il a été conçu pour ressembler à une gouttelette d'eau gelée. Après les Jeux, la salle accueille diverses manifestations sportives et culturelles.

## Nom
La salle est appelée « Bolchoï », ce qui signifie « grand » ou « majeur » en russe. Cela met en évidence l'importance du hockey sur glace aux Jeux olympiques, qui a été qualifié de « sport le plus populaire » des Jeux par les organisateurs. De plus, ce nom est choisi car il est déjà associé à la Russie par les étrangers qui connaissent le théâtre Bolchoï et d'autres grandes réussites russes,.

## Situation
Le Palais des glaces est situé dans la zone côtière des sites des Jeux olympiques d'hiver de 2014. C'est la principale salle des tournois masculin et féminin pendant les Jeux. Il s'agit du seul site du parc olympique qui est situé au sommet d'une colline, et il est situé à moins de 300 mètres de l'Arène de glace Chaïba, site secondaire du hockey sur glace qui accueille principalement les matchs du tour préliminaire.

## Construction et description

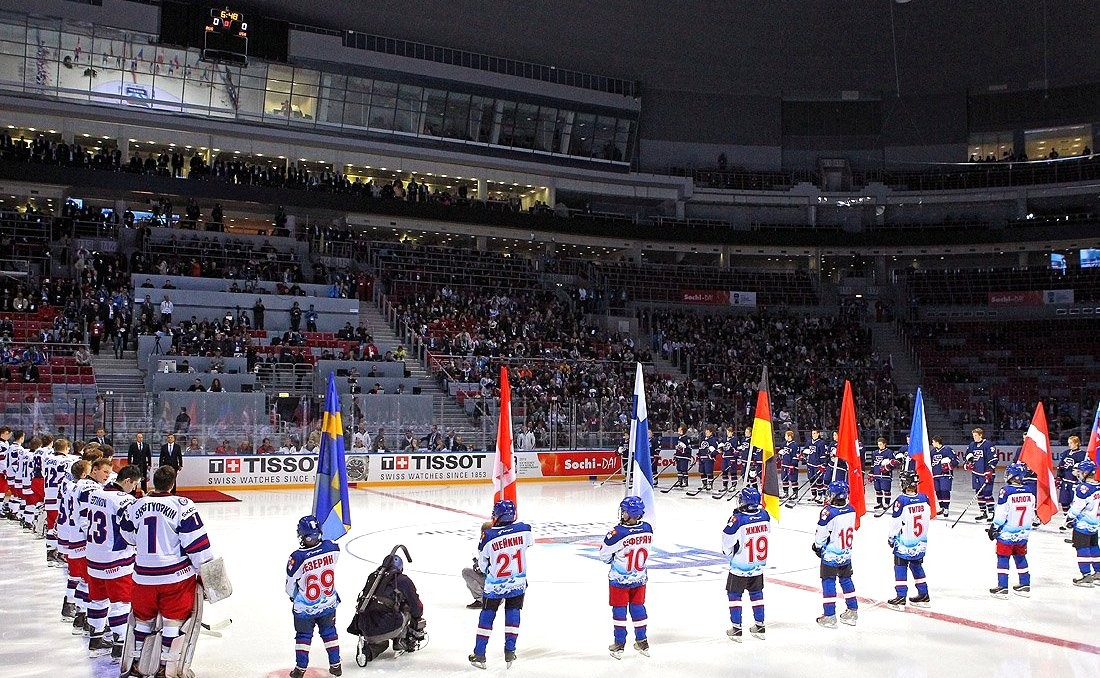
Ouverture du championnat du monde moins de 18 ans de hockey sur glace 2013.

La construction du Palais des glaces Bolchoï commence en 2009 et termine en 2012. La salle est conçue par l'entreprise d'architecture Mostovik. Son coût est estimé entre 180 millions, et 300 millions de dollars américains. La structure extérieure du Palais des glaces est conçue pour ressembler à une gouttelette d'eau gelée,. Il est aussi comparé à l'œuf de Fabergé à cause de ces diodes électroluminescentes (LEDs) ressemblant à la « surface incrustée de pierres précieuses » de cette célèbre œuvre d'art russe et de sa forme,. La couleur du toit est principalement de couleur argentée, celui-ci est recouvert de panneaux d'aluminium. Il est décoré par 38 000 LEDs qui illuminent l'extérieur du bâtiment la nuit,. Le toit sert aussi de tableau d'affichage qui affiche le score en direct du match qui se joue à l'intérieur et une animation d'un palet quand un but est marqué. Il n'a cependant pas affiché le score final après la victoire 3 à 2 de l'équipe des États-Unis contre la Russie pendant les Jeux olympiques de 2014,.
Dans la salle, les 12 000 places sont arrangées comme un bol. Une surface de verre de 3 300 m2 permet aux spectateurs de voir les montagnes du Caucase. Les dimensions de la surface de glace sont de 60 × 30 mètres. Cela change des précédents Jeux olympiques, qui utilisaient les dimensions des patinoires de la Ligue nationale de hockey (LNH), plus étroites de 4 mètres.

## Compétitions

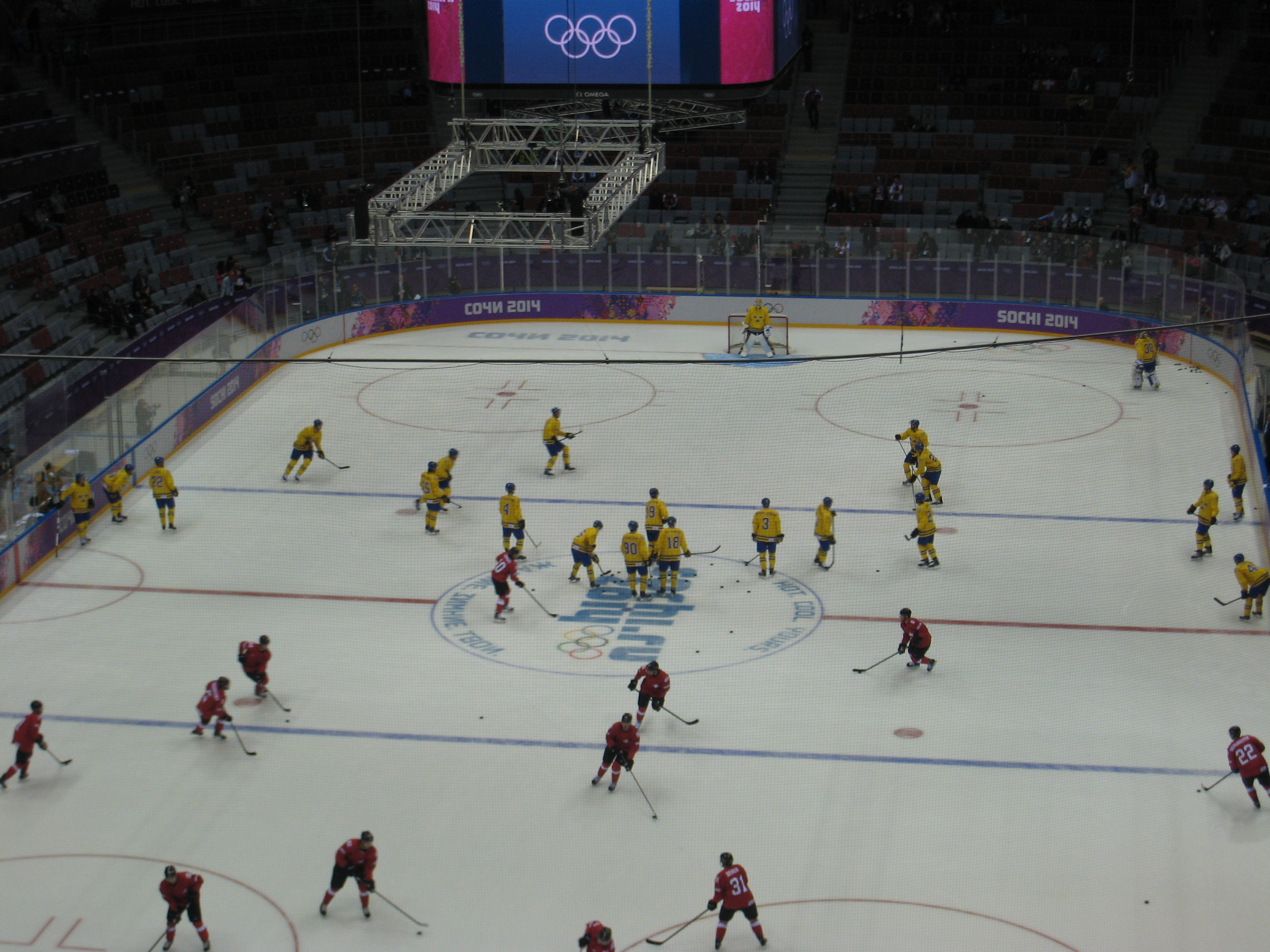
Le match Suède-Suisse pendant le tour préliminaire du tournoi masculin des Jeux olympiques de 2014.

Pour tester le site avant les Jeux olympiques, le Palais des glaces Bolchoï est utilisé pour le championnat du monde moins de 18 ans de hockey sur glace 2013, remporté par le Canada. En tant que site principal du hockey sur glace aux Jeux olympiques de 2014, le Palais des glaces accueille la plupart des matchs du tour préliminaires et presque tous les matchs à élimination directe du tournoi masculin alors qu'il n'accueille que les finales du tournoi féminin,. Le 20 février, la patinoire accueille la finale du tournoi féminin. L'équipe du Canada est menée 2-0 par celle des États-Unis avant de revenir à 2-2 à une minute de la fin du temps réglementaire. Un but dans les prolongations permet aux Canadiennes de célébrer leur quatrième médaille d'or olympique. La patinoire accueille la finale du tournoi masculin trois jours plus tard le 23 février ; elle attribue la dernière médaille d'or des Jeux. Le Canada bat la Suède sur le score de 3–0. Le Canada remporte son premier titre olympique à l'extérieur de l'Amérique du Nord pour la première fois depuis 1952 et c'est la première équipe à conserver son titre olympique depuis l'Union soviétique en 1984 et 1988.

## Après les Jeux
Après la fin des Jeux olympiques, la salle continue d'accueillir divers sports. Les Sotchinskie Leopardy sont créés en 2014 et évoluent dans la Ligue continentale de hockey. Il devient également un centre de loisirs et une salle de concerts,.